# Iglesia de San Saturnino de Osormort
La iglesia de Sant Sadurní d'Osormort es de estilo románico-lombardo, situada en el pueblo de San Saturnino de Osormort en la comarca catalana de Osona.

## Historia
Documentada desde el año 937 se reedificó en el siglo XI, añadiéndose elementos en los siglos XII y XV. A mediados del siglo XII era sufragaria del monasterio de Sant Llorenç del Munt hasta el 1330 en que recuperó su independencia.

## El edificio
De una sola nave con ábside semicircular, al exterior está decorado por un friso de arcuaciones ciegas formando grupos de cinco, limitados por bandas lombardas. El campanario cuadrado fue reconstruido posteriormente a los terremotos del siglo XV, pero queriendo guardar el estilo románico. Se añadieron dos capillas laterales y la rectoría en el siglo XVII.
Durante la guerra civil española de 1936 se destruyó el retablo barroco del altar, saliendo a la luz unas pinturas murales de la primera mitad del siglo XII, representando el Pantocrátor y escenas de la biblia, de clara influencia francesa con figuras estilizadas; se conservan en el Museo Episcopal de Vich.